# Нуссбаум, Луи Фредерик
Луи Фредерик (фр. Louis Frédéric; настоящее имя — Луи Фредерик Нуссбаум (фр. Louis Frédéric Nussbaum); 1923[…], Париж — 24 ноября 1996, Quincy-sous-Sénart) — французский востоковед, специалист по Японии, Китаю, Юго-Восточной Азии и Индии . 

## Биография
Родился в 1923 году в Париже. Карьеру начал как журналист. Получил образование в Сорбоне, а также в научно-исследовательской Высшей школе в Париже (École pratique des hautes études (EPHE)). Много лет жил в Японии, был женат на японке. 
Является автором множества работ по востоковедению. Его opus magnum  – 10-томная «Энциклопедия цивилизаций Азии» (англ. Encyclopaedia of Asian Civilizations). Кроме этого он является автором энциклопедического издания «Япония: словарь и цивилизация» (фр. Le Japon: Dictionnaire et Civilisation), которое было переведено на английский язык как «Японская энциклопедия» (англ. Japan Encyclopedia) и издано Belknap Press.

## Научные труды
Луи Фредерик был автором и редактором научно-исследовательских работ по востоковеденью, их количество достигло 170 в 337 публикациях на 14 языках.
Часть научных работ: 
- L'Inde: ses temples, ses sculptures, 1959
- Sud-Est asiatique: Temples et Sculptures, 1964
- La danse sacrée de l'Inde,
- Japon: arts et civilisation, 1969
- La vie quotidienne au Japon à l'époque des Samurai (1185-1603), 1969
- Tôkyô, 1970
- Le Shintô, esprit et religion du Japon, 1972
- Encyclopaedia of Asian Civilizations (10 vol.), 1977-1984
- La vie quotidienne au Japon au début de l'ère moderne (1868-1912),1984
- Japon, l'empire éternel, 1985
- Japon intime, 1986
- Dictionnaire de la civilisation indienne, 1987
- A dictionary of the martial art, 1991
- L'Art de l'Inde et de l'Asie du Sud-Est, 1994
- Les Dieux du bouddhisme, 1996
- Le Japon, dictionnaire et civilisation, 1996
- Histoire de l'Inde et des Indiens, 1996